# Дъга (списание)
Вижте пояснителната страница за други значения на Дъга.
„Дъга – разкази в картинки“ е българско детско комикс списание, издавано от Държавно издателство „Септември“, София.

## История
Първият му брой излиза в края на 1979 година. Въпреки огромното външно влияние, списанието създава свой собствен стил и е класически образ на българската илюстрация за това време. „Дъга“ набира огромна популярност през 1980-те години, когато тиражът му достига 180 000 бр. В списанието са събрани колекции от комикс сериали на много български илюстратори, детски писатели и аниматори, сред които Доньо Донев, Румен Петков и Борис Димовски.
Сериалите в списанието са повлияни от българския фолклор, политическата обстановка в България по това време, класически литературни произведения („Хобитът“ на Дж. Р. Р. Толкин, „Островът на съкровищата“ на Робърт Луис Стивънсън, „Момиченцето от Земята“ на Кир Буличов), световна география, антична история, история на XX век и др.
До началото през 1989 г. на икономическите и политическите промени българският пазар е недостъпен за западни комикси. „Дъга“ е сред малкото списания в България, изцяло посветени на комикси. Заради мудното си издаване, специфичния си стил, засилената конкуренция и общата лоша икономическа обстановка, след промените списанието бързо губи популярност и спира да бъде издавано. Последният, 42-ри брой от оригиналната поредица, излиза през 1992 година. Повечето от сътрудниците му емигрират или намират нова професия като компютърни дизайнери.
Тиражите на списанието варират от 130 хил. – 300 хил. бр. за различните периоди от годините, в които е издавано. Изключение правят последните три броя. За тях може да се отбележи, че след прехода от 89 г. броевете на „Дъга“ излизат в доста по-кратка версия като страници и в по-малък тираж. Обикновено списанията са по 64 страници, а последните три броя 40, 41 и 42 са едва по 48 стр., като в най-малък тираж – 20 хил. бр. – е издаден брой 41, следван от брой 40 – 30 хил. бр., и брой 42  – 40 хил. бр.
Интересни факти около печата на списанието са, че почти всички тиражи на отделните броеве имат някакви различия, като размерите на списанието, наситеността на цветовете/яркостта и хартията на която са го отпечатвали са се различавали, дори и телените скоби с които се захващат страниците не си съвпадат, което се е получило от факта, че списанието се е печатало в повече от една печатница, които са използвали различно калибровани машини за обработката на печата, още повече, че самото калиброване е ставало също на ръка, от което произтичат и тези малки различия в самото изрязване, печат и оцветяване на съдържанието.
Историята на оригиналната поредица е изследвана и разказана в документалния филм „ДЪГА – разкази в картинки“, чиято премиера се състои на 21-ия „София Филм Фест”.

## Възраждане
В края на 2003 г. се завръща за кратко на пазара с рисунките на ново поколение български илюстратори, обновена структура, рубрики и мото. Новата „Дъга“ излиза в продължение на година и половина и се издава от „Мунтеану & Мунтеану“ СД. Номерацията за новите броеве започва наново, като първи и втори брой излизат през 2003 г., от трети до дванайсети – през 2004 г. След публикуването на брой 13 през април 2005 г. изданието е прекратено. През декември 2022 година издателство „Потайниче“ подновява издаването на списание „Дъга“ с нова номерация.

## Структура
Единствената постоянна рубрика е писма от читателите. Понякога има тематични страници с кръстословици и пъзели. В първите броеве се публикуват текстове, но скоро „Дъга“ се посвещава изцяло на комиксите.

### Сериали
- „Билбо Бегинс или дотам и обратно“ – по романа „Хобитът“ на Дж. Р. Р. Толкин, художник Сотир Гелев
- „Братя Караджови“ – сценарий Божидар Гигов, худ. Христо Кърджилов
- „Бубачко“ – сценарий О. Казанджиев, худ. Петър Станимиров
- „В света на животните“ – сценарий Юлика Найденова, худ. Никола Киров (част от поредицата е посветена на праисторическия живот и е под заглавие „Чудните бозайници“ - „Изчезналият свят“ по мотиви от едноименната книга на Фозеф Аугуста)
- „В страната на рибо-кучетата“ – сценарий Валентин Дарев, худ. Светослав Янакиев
- „Великите географски открития“ – сценарий Величка Петрова, худ. Венелин Върбанов - Хари
- „Веселка и Милко“ – сценарист Борислав Василев, худ. Светослав Янакиев
- „Въстанието на Асеневци“ – сценарий Любомир Стойков, худ. Константин Георгиев
- „Господарят на пръстените“ – по романа „Властелинът на пръстените“ на Дж. Р. Р. Толкин – художник Сотир Гелев, сценарист Кънчо Кожухаров
- „Дарко“ – истории за момче с вълшебна шапка – сценарий и илюстрации Николай Додов
- „Детективът Ори“ – сценарий и рисунки Божидар Димитров
- „Добромир“ – приключенията на един българин, посветен в източни бойни изкуства, в годините преди падането на България под османска власт – текст Асен Кожухаров, худ. Евгений Йорданов
- „Докато има българин, ще помни“ – сценарий Цончо Родев, худ. Антони Златаров
- „ЕЛО – Екип за ликвидиране на опасности“ – фантастичен космически сериал, сценарий Любомир Чолаков, худ. Димитър Стоянов
- „Елемаг – воинът на Хан Тервел“ – сценарий Любомир Стойков, худ. Христо Кърджилов
- „Загадката в Порт Анжер“ – научно-фантастична повест от Светослав Славчев, худ. Христо Кърджилов
- „Звездните приключения на Нуми и Ники“ – автор Любен Дилов, худ. Венелин Вълканов
- „Карамела Му, Пуки и галактическите пирати“ – текст Маргарита Чолакова, худ. Петър Станимиров
- „Капитан Райчо“ – текст Лина Калайджиева, худ. Димитър Стоянов
- „Крепостта на безсмъртните“ – фантастичен сериал, развиващ се в съвремието и Средновековието по едноименната новела на Светослав Славчев, худ. Петър Станимиров
- „Марко Кралевити“ – по преданията за Крали Марко – текст Георги Стойчев, худ. Григор Бояджиев и Христо Жаблянов
- „Момиченцето от Земята“ – по едноименния сборник разкази за Алиса Селезньова на Кир Буличов, сценарий Тодор Георгиев, худ. Румен Чаушев
- „Моят живот сред индианците“ – по романа на Джеймс У. Шулц, сценарий Христо Кънев, худ. Никифор Русков
- „Неуловимият“ – комикс за Васил Левски – по Стефан Дичев, худ. Владимир Коновалов
- „Островът на съкровищата“ – по едноименния роман на Робърт Луис Стивънсън – худ. Петър Станимиров
- „Преди много, много години...“ – приключения в първобитни времена с автор Росен Манчев (комиксът е от 1 страница и излиза в 5 броя: 18, 21, 22, 24 и 31)
- „И тогава ...патилата на Вълчан“ – по мотиви от български народни приказки, худ. Светослав Янакиев
- „Петият закон на роботиката“ – фантастичен разказ по Никола Кесаровски, худ. Христо Кърджилов
- „Петлето Герчо, Фук и Фац“ – сценарий и илюстрации Николай Додов
- „Плашилото“ – сценарий и рисунки Стефан Тричков
- „Подаръкът“ – автори Стоян Дуков и Красимир Иванов
- „Подвизите на граф Монте Христо, приятелят му Спас и котаракът без чизми - Бимбо“ – текст Чавдар Шинов, худ. Светослав Янакиев
- „Приключения в Гигантия“ – сценарий Дончо Цончев, худ. Венелин Вълканов
- „Приключения на морското дъно“ – сценарий Дончо Цончев, худ. Венелин Вълканов
- „Приключенията на Павката и Мая“ – сценарий Иван Голев, худ. Светослав Янакиев
- „Приключенията на щъркела Чоко и жабока Боко“ – сценарий Йосиф Перец, Б. Ангелов, художник Румен Петков
- „Пчеличката Любка“ – художник Венелин Върбанов - Хари
- „Първобитни небивалици“ – комедия в първобитни времена – сценарий Николай Донков, худ. Валентин Ангелов
- „Сашко и кучето Мишо“ – сценарий Валентин Дарев, худ. Киро Мавров
- „Спартак“ – исторически комикс за гладиатора Спартак и неговото въстание – сценарий Любомир Манолов, худ. Владимир Коновалов (еп. 1) и Георги Шуменов
- „Справедливите“ – уестър – сценарий Любомир Стойков, худ. Константин Георгиев
- „Стас и Нели“ – по мотиви от романа на Хенрик Сенкевич, адаптация Любомир Стойков, худ. Емануил Чальовски
- „Съкровището на траките“ – сценарий Дончо Цончев, худ. Венелин Вълканов
- „Тайната на неизвестната пещера“ – сценарий Борислав Василев, худ. Константин Георгиев
- „Тримата глупаци“ – худ. Доньо Донев
- „Томек“ – по романа „Томек на военната пътека“ на Алфред Шклярски – художник Евгений Йорданов
- „Филимон и Маша“ – сценарий Слав Г. Караславов, худ. Владимир Минчев
- „Хайдут Велко“ – сценарий Емил Драганов, худ. Илия Саръилиев
- „Хан Крум отмъщава“ – сценарий Георги Гетов, худ. Антони Златаров
- „Херкулан не отговаря“ – фантастика от Светослав Славчев, худ. Илия Саръилиев
- „Хитър Петър“ – комикс основан на приказките за Хитър Петър и Настрадин Ходжа с фантастично продължение в бъдещето – сценарий и илюстрации Венелин Върбанов - Хари
- „Шаро - алпинист“, „Шаро - рибар“, „Шаро - космонавт“ – сценарий и рисунки Димитър Динев
- „Явор“ – худ. Румен Чаушев
- „Ян Бибиян“ – адаптация по едноименната книга на Елин Пелин, худ. Росен Манчев
- „Янтар“ (еп . 1, 2, 3 и 4 са под заглавие „Двубой с Касандра“) – фантастичен космически сериал от Светослав Славчев, худ. Петър Станимиров

### Тематични страници
- Динозаври
- Кактуси
- Маймуни
- Орхидеи
- Фокуси
- Гълъби
- Локомотиви

### Комунистическа и съветска пропаганда
Списанието съдържа статии и комикси с политически и идеологически внушения. Пропагандата, насочена към малките читатели, цели да ги запознае с политическата диктатура, процесите след 9 септември 1944, личностите от комунистическата политическа върхушка и героизмът на борбата срещу фашизма. Идеологическите поредици са: 
- „Жив ли е Васко?” (сценарий и рисунки Елена Стоилова, по книгата на Славчо Трънски „Слушали сме за вас”)
- „Дружината на Панко” (сценарий Маргарита Иванова и Драгомир Александров, худ. Константин Георгиев)
- „Безсънни нощи” (сценарий Игор Кюлюмов, худ. Константин Георгиев)
- „Конспираторката” (текст Лина Калайджиева, худ. Николай Киров)
- „Володя Дубинин – малкият разузнавач” (текст Лина Калайджиева, худ. Димитър Стоянов)
- „Подвигът” (текст Лина Калайджиева, худ. Димитър Стоянов)
- „Войната на босоногите” (худ. Стоян Шиндаров, незавършена поради смъртта на художника)
- „Тримата малки граничари” (по едноименната повест на Димитър Ганев, сценарий и рисунки Димитър Стоянов)

## Сътрудници
Илюстратори
- Венелин Върбанов
- Владимир Недялков
- Георги Шуменов
- Димитър Стоянов – Димо
- Евгений Йорданов
- Любен Зидаров
- Николай Додов
- Петър Станимиров
- Росен Манчев
- Румен Петков
- Румен Чаушев
- Сотир Гелев
- Христо Кърджилов

Писатели
- Ангел Каралийчев
- Георги Райчев
- Орлин Василев
- Светослав Славчев
- Кънчо Кожухаров